# Denez Prigent

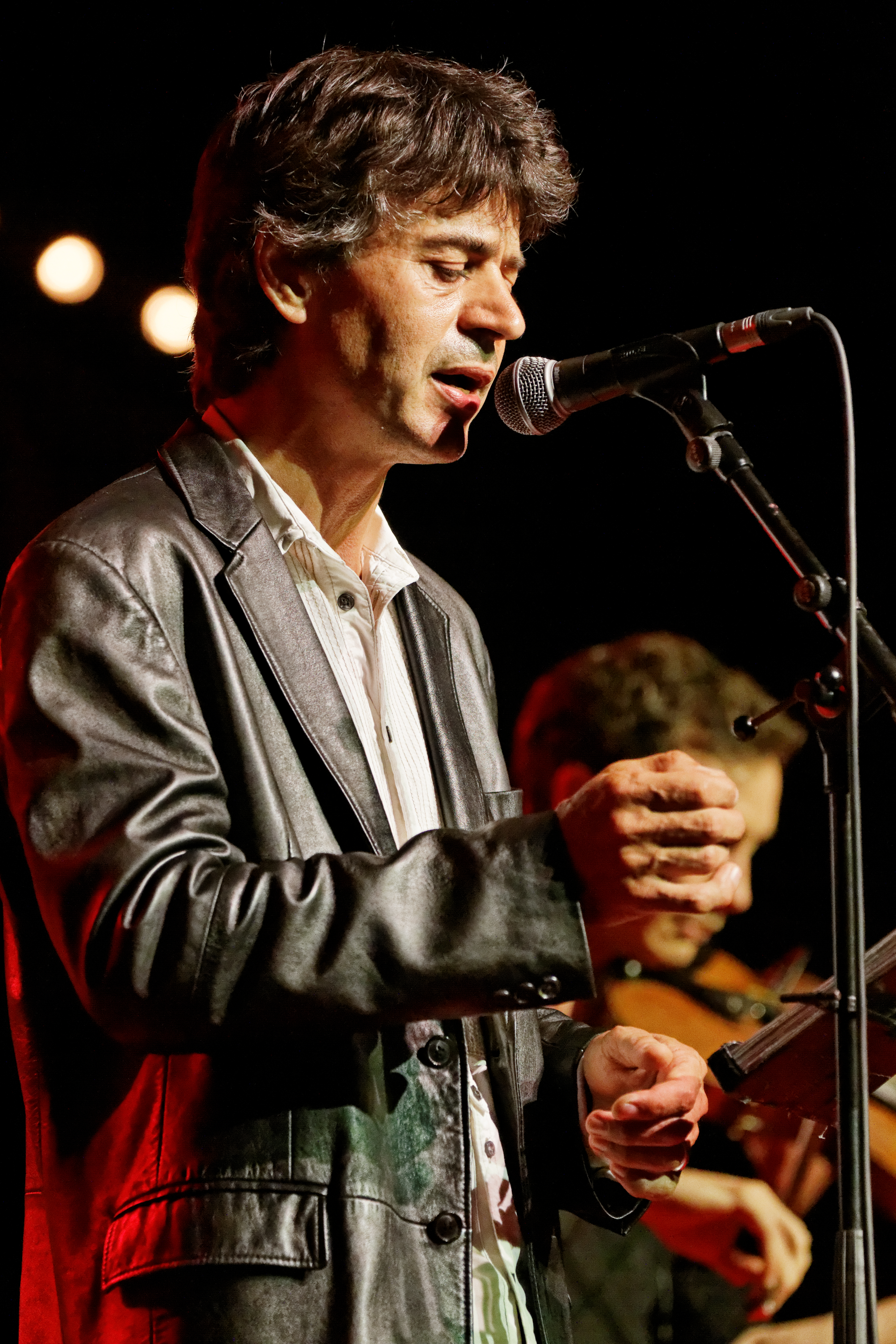
Denez Prigent beim Festival de Cornouaille 2014 in Quimper.

Denez Prigent (* 17. Februar 1966 in Santec, Département Finistère) ist ein Liedermacher und Interpret bretonischer Lieder. Seine bevorzugten Stilrichtungen sind der Kan ha diskan (Tanzlied) und die Gwerz (Klagelied), ein dramatischer Gesang, der eine Geschichte oder Legende erzählt.
Seit seinen ersten Auftritten mit 16 Jahren hat er sich mit der A-cappella-Interpretation traditioneller Gesänge einen Namen gemacht; später mit der Modernisierung bretonischer Musik, bei der Originaltexte von einer Mischung aus akustischen Instrumenten und elektronischen Klängen begleitet werden.
Bisher hat er fünf Studio-Alben sowie ein Live-Album veröffentlicht und gibt regelmäßig Konzerte in Frankreich und in anderen Ländern.

## Die Karriere eines traditionellen und modernen Sängers

### Die Anfänge in der Familie
Während seiner Kindheit verbringt Denez Prigent die Wochenenden bei seinen Großeltern. Bei seiner Großmutter entdeckt er die Harmonie zwischen der bretonischen Sprache, der Natur und dem Gesang.
Als Internatsschüler in Brest zieht er das Hören bretonischer Lieder mit dem Walkman dem Studium vor.
Mit 14 Jahren wird er von Alain Leclère, einem ehemaligen Schüler von Manuel Kerjean in den Kan ha Diskan eingeweiht. Dieser wiederum ist dafür bekannt, andere bretonische Sänger wie Erik Marchand ausgebildet zu haben. Zwei Jahre später, 1982, singt er im Duo mit Alain Leclère bei den festoù-noz. Er gewinnt mehrere Preise beim Kan ar Bobl, einem Gesangswettbewerb in der Bretagne.
Erwähnenswert sind die ersten Preise beim Kan ha diskan 1987, beim neuen bretonischen Gesang 1988 und beim traditionellen Gesang 1990.
1988 bewegt ihn seine Leidenschaft für die bretonische Sprache dazu, Dozent für Bretonisch in Carhaix zu werden. Gleichzeitig ist er zu Festivals traditioneller Musik eingeladen, wie zum Beispiel Les Tombées de la Nuit in Rennes und das Festival Interceltique in Lorient.
Die Bürgermeisterin von Rennes, das 1991 Partnerstadt von Alma-Ata wird (Almaty, frühere Hauptstadt von Kasachstan), schlägt ihm vor, beim dortigen Festival Voice of Asia zu singen. Überrascht von dieser Einladung, schreibt er das humoristische Lied Son Alma Ata, das später auf dem Album Sarac'h veröffentlicht wird. Es spricht die Abwegigkeit an, als Bretone nach Kasachstan zum Singen eingeladen zu werden. Dieses erste Konzert im Ausland gibt ihm die Gelegenheit, das kasachische Volk kennenzulernen, das zu dieser Zeit der Union der Sozialistischen Sowjetrepubliken (UdSSR) angehört, und eine Parallele zum bretonischen Volk und Frankreich zu ziehen.
1991 tritt Denez Prigent von seiner Stelle als Dozent zurück, um sich ganz dem Gesang zu widmen. Beim Sammeln von Texten traditioneller Lieder begegnet er Eugénie Ebrel, eine der Sœurs Goadec, die ihm Ti Eliz Iza diktiert, und ihrer Tochter Louise Ebrel, die beschließt, ihn auf der Bühne zu begleiten.
1992 singt er a cappella beim Festival Transmusicales in Rennes vor einem nicht eingeweihten Rock-Publikum, das ihm Beifall zollt. Auf Grund dieses Erfolgs verlässt er die Gruppe Daouarn, mit der er auf seinen ersten festoù-noz aufgetreten war. Er nimmt teil am Montreux Jazz Festival in der Schweiz, den Francofolies, der Midem, dem Printemps de Bourges, am Coup de Cœur francophone (Quebec, Kanada), dem Festival Mitte Europa (Deutschland – Österreich – Tschechien), den Celtic Connections (Schottland), der Expo '98 (Portugal), oder auch am Festival Eisteddfod (Wales).

### Ein erstes Album a cappella

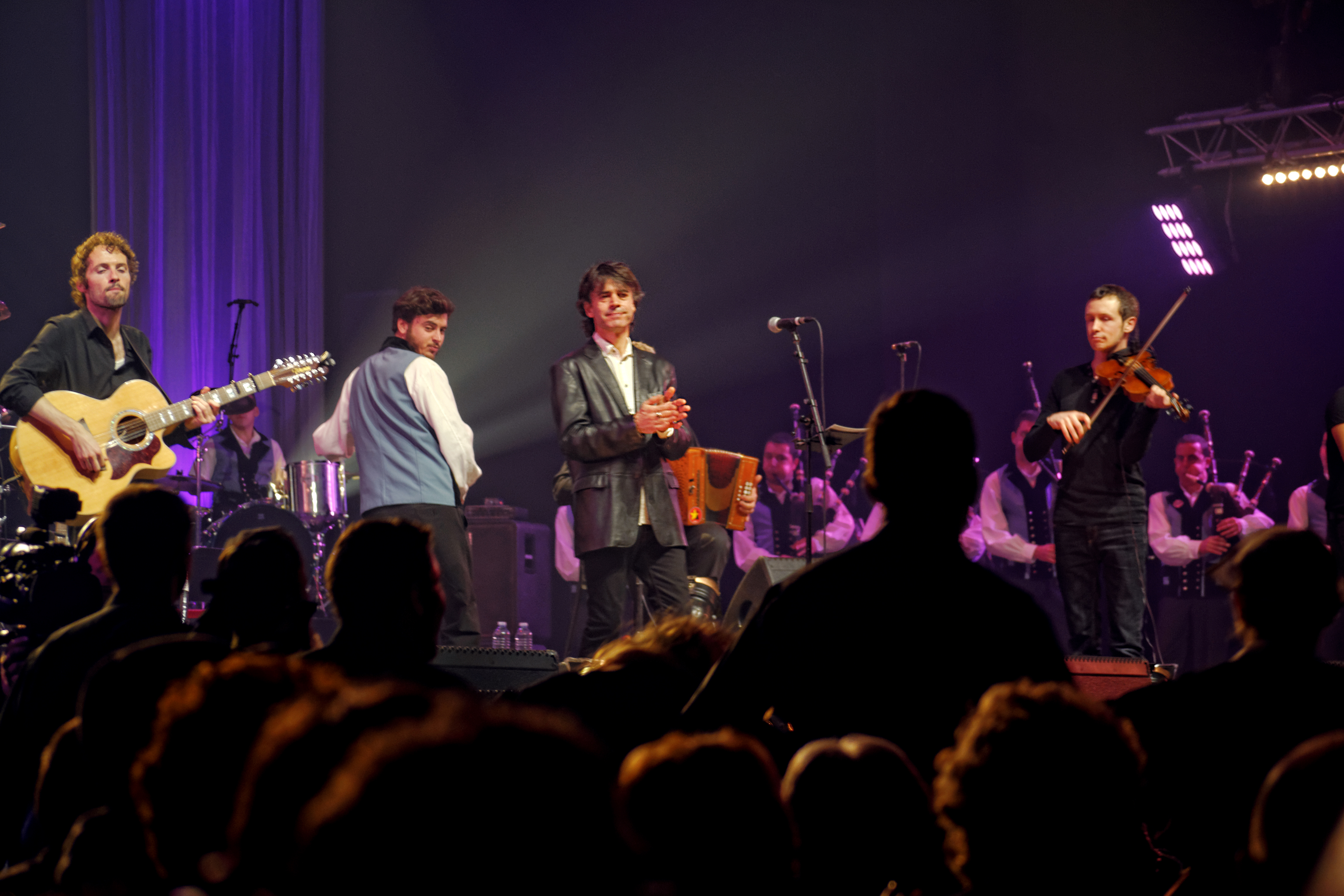
Denez mit Musikern und Tänzern.

Im Jahr 1993 veröffentlicht er sein erstes Album Ar gouriz koar (der Wachsgürtel).
Obwohl Ar gouriz koar nicht für ein Album bestimmt ist, sondern eher eine Demoaufnahme zum Beispiel für Veranstalter von Festivals sein soll, werden beinahe 50.000 Exemplare verkauft.
Die Lieder dieses ersten Albums sind überwiegend traditionell und bis auf drei a cappella interpretiert. Plac'h Landelo stammt aus der Feder von Bernez Tangi, Gwerz ar vezhinerien von Denez Abernot – beides Mitglieder der ehemaligen Gruppe Storlok –, während Gwerz an aksidan von Denez Prigent selbst ist.
Seit diesem ersten Album bleibt er den zwei Hauptgattungen des bretonischen Gesangs treu: der Kan ha diskan, und die arhythmischen Gwerz, in der der Sänger zur gleichen Zeit die Gefühle herüber bringen muss, in der er von einem tragischen Ereignis erzählt.
Das Label Auvidis/Silex, bei dem Ar gouriz koar erschienen ist, bezahlt den Sänger nicht. Dieser unterzeichnet bei Barclay für sein folgendes Album und geht gerichtlich gegen Auvidis/Silex vor. Er erreicht, dass das Album nicht mehr vertrieben wird, als Revanche behält das Label die Bänder. Denez Prigent beschließt deshalb, es für eine zweite Ausgabe vollständig neu aufzunehmen. Diese wird 1996 bei Barclay veröffentlicht, wie alle seine folgenden Alben.
Der Inhalt der Neuauflage ist leicht verändert. An Stelle von Gwerz Penmarc'h, Deuit Ganin und Son Marivonig sind andere traditionelle Titel auf dem Album: Ar bugel koar, Ar goulenn, Biskoazh kement all ! und P'edon war bont an Naoned. Man findet dort auch Tio, tio, ein Wiegenlied, von Germain Horellou geschrieben. Die Neuauflage ist für Denez Prigent auch die Gelegenheit, die vereinheitlichte bretonische Orthographie zu übernehmen (brezhoneg peurunvan- das einheitliche Bretonisch).

### Die Begegnung mit der elektronischen Musik

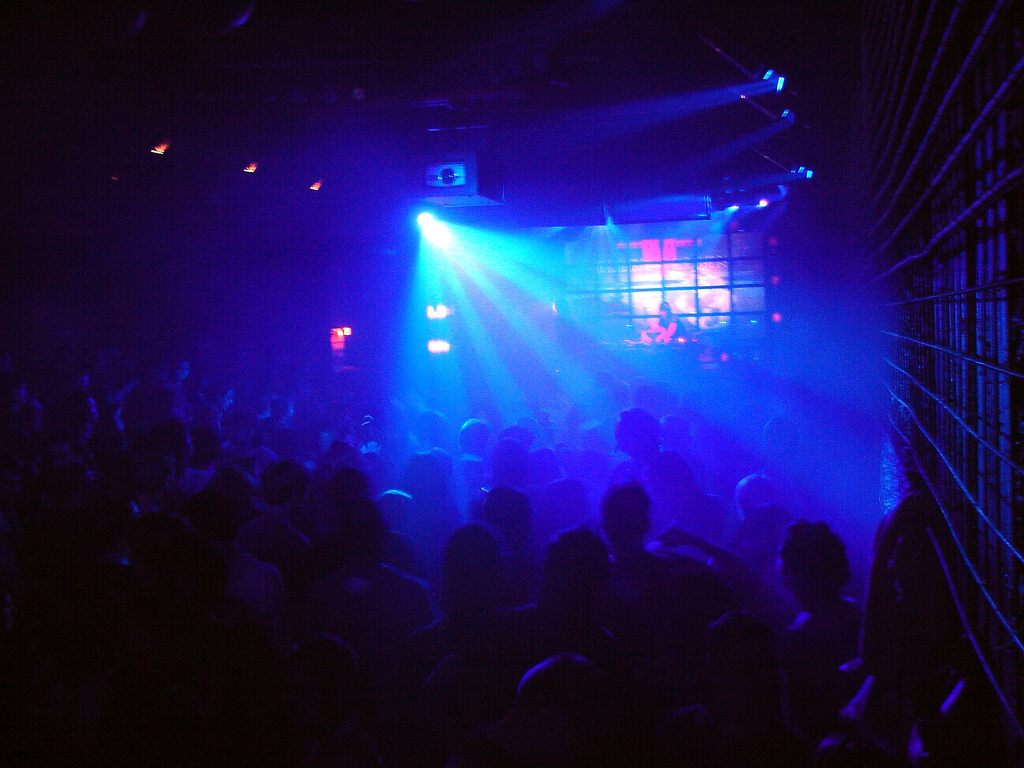
Rave-Party in der Bretagne

Unter dem Einfluss seiner Frau begibt sich Denez Prigent im Jahr 1993 trotz seiner Vorurteile auf die erste in Rennes veranstaltete Rave-Party. Dort entdeckt er eine Musik, die, wie die bretonische Musik, dem Tanz dient. Ihm fällt auf, dass die elektronische Musik der bretonischen technisch ähnlich ist, in Bezug auf Rhythmus und den nah beieinander liegenden Tönen. Seitdem hat er die Vorstellung, sie zur Begleitung seines Gesangs zu verwenden.
1995 nimmt Denez Prigent an Dao Dezi teil. Dieses Projekt von Eric Mouquet (vom Duo Deep Forest) und Guilan Joncheray hat die Zielvorstellung, mit der bretonischen Musik genauso zu verfahren, wie Deep Forest mit der afrikanischen Musik verfahren ist, nämlich die traditionellen Texte und die elektronische Musik zu verschmelzen.
Michel Sanchez, das andere Mitglied von Deep Forest, nimmt an dem Album teil, das von Erwin Autrique aufgenommen und abgemischt wird. Die bretonischen Sänger Arnaud Maisonneuve und Manu Lann Huel sind ebenfalls beteiligt, genauso wie die Gruppe Tri Yann. Es ist das erste Mal, dass Denez Prigent bretonischen Gesang und elektronische Musik mischt.

### Ein Funke Gold

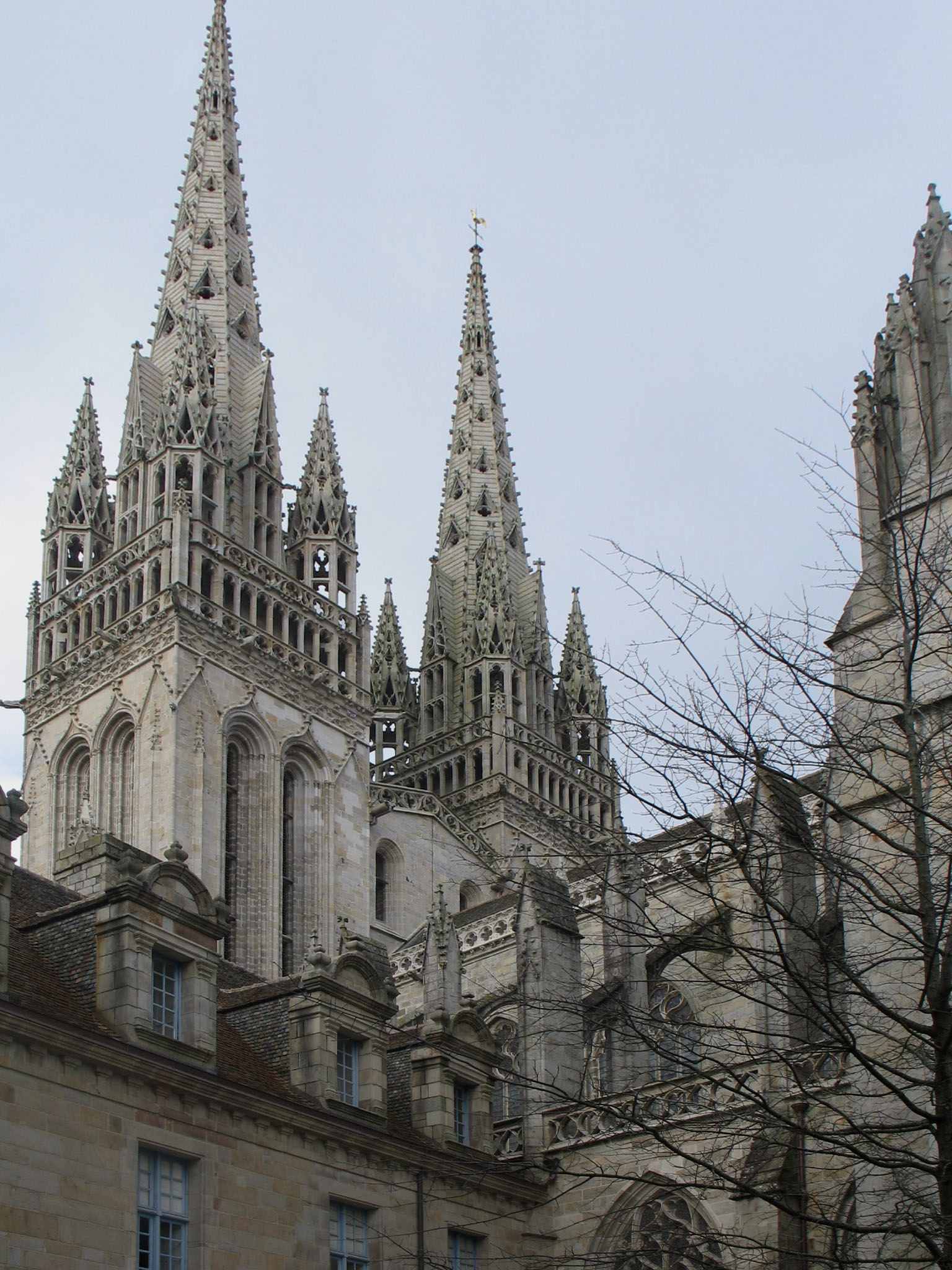
Die Kathedrale Saint-Corentin in Quimper, eine der Stationen des Tro Breizh

Im Jahr 1997 veröffentlicht er sein zweites Album Me 'zalc'h ennon ur fulenn aour (Ich bewahre in mir einen Funken Gold).
Denez Prigent schreibt alle Texte (abgesehen von dem traditionellen Stück Ar rannoù, Auszug aus dem Barzaz Breiz) und die meisten Melodien, in denen traditionelle Instrumente und elektronische Klänge miteinander verschmolzen werden. Die Texte sprechen die klassischen Themen der Gwerz an: Ungerechtigkeit, Krankheit und Tod. E trouz ar gêr, über die künstliche Seite eines Lebens in der Stadt, und An hentoù adkavet, über die Wiedergeburt des Tro Breizh, sind seine ersten der Bretagne, seiner Kultur und seiner Beziehung zur Natur gewidmeten Lieder.
Für die Auswahl der elektronischen Klänge nimmt Denez Prigent Kontakt zu Arnaud Rebotini auf, der ihm seine Plattensammlung öffnet. Die meisten verwendeten Samples sind Jungle-Klänge, deren Tempo, in der Größenordnung von 160 bis 170 bpm, gut zum bretonischen Gesang passt. Für die meisten Arrangements wird zuerst der Gesang aufgenommen, die elektronischen Klänge werden anschließend hinzugefügt.
Diese Kombination aus altem Gesang und sehr moderner Musik wird bei Ar rannoù veranschaulicht, einer der ältesten Texte in bretonischer Sprache. Dabei setzt Denez Prigent die traditionelle Melodie mit elektronischen Klängen neu zusammen.
Obwohl das Publikum angesichts des großen Unterschieds zwischen dem A-cappella-Gesang des Debüt-Albums und den Samples des zweiten Albums gespalten ist, meint Denez Prigent, dass das Wesentliche bewahrt bleibt: die Treue zur arhythmischen Seite der bretonischen Musik, ohne festes Metrum. Besonders in der Gwerz muss der Sänger vorrangig die Intensität des Gesangs vermitteln, und dabei nicht im Rhythmus singen, stattdessen aber in geeigneten Momenten Pausen setzen.
Für Denez Prigent wird eine Gwerz mit festem Zeitmaß zum Chanson, während ein elektronisches Arrangement, das die arhythmische Seite berücksichtigt, vollkommen natürlich ist.
Gleichermaßen misst er der traditionellen Aussprache der bretonischen Sprache eine große Bedeutung zu, die das dibril beinhaltet, ein gerolltes R, das nur im gesungenen Bretonisch gebraucht wird. Wichtig für ihn ist ebenfalls, den Regeln des Gwerz-Schreibens treu zu bleiben, mit Texten, die oft sehr lang sind, und von denen nur ein Teil auf dem Album aufgenommen ist, und ihren zeitlosen Themen, die nicht der Mode unterworfen sind. Diese Form des Gesangs geht zurück bis ins 5. Jahrhundert.
Diese Treue zur Tradition ist auf keinen Fall ein Weg, sich in sich selbst zu verschließen. Im Gegenteil, für Denez Prigent ist die Weiterentwicklung der bretonischen Musik ein Weg, sich anderen Kulturen zu öffnen.
Die Verse von Denez Prigent sind in der Mehrheit achtsilbig, mit einer Zäsur, die sich im Allgemeinen in der Mitte befindet. Diese Form ist üblich in der bretonischen Sprache, die eine Vielzahl von ein- oder zweisilbigen Wörtern besitzt und deshalb keine langen Verse braucht. Er schreibt nur in Bretonisch, einer Sprache, die – laut ihm – im Gegensatz zum Französischen ihre heilige Seite (Côté Sacré) bewahren konnte. Als Folge bleiben manche Gesänge unübersetzbar, sogar für ihren zweisprachigen Autor.
1998 nimmt er an der Rockoper Excalibur, la légende des Celtes teil, gemeinsam mit Roger Hodgson (Ex-Sänger der Gruppe Supertramp), Angelo Branduardi, Didier Lockwood u. a.

### Sur le chemin d'écume

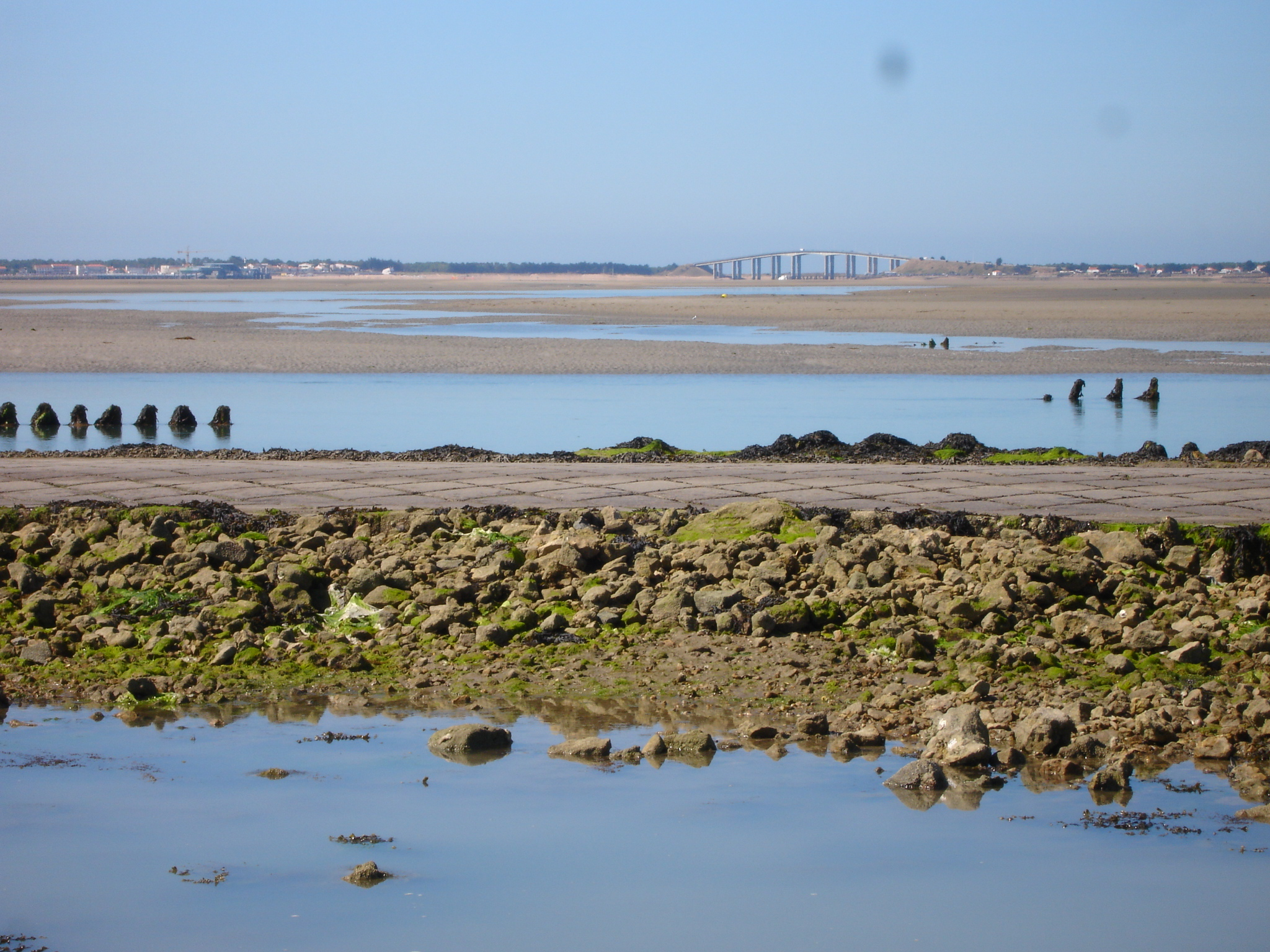
Überflutbarer Damm bei Ebbe

Im Jahr 2000 veröffentlicht Denez Prigent sein neues Album mit dem Titel Irvi – Plural des Worts erv. Es bezeichnet einen Damm oder einen Weg, der eine Insel mit dem Festland oder zwei Inseln untereinander verbindet und der nur bei Ebbe benutzbar ist.
Der Gesang Hent-eon (chemin d'écume) – sozusagen das Titellied – beschreibt den Wunsch eines Einwohners von Lesconil, auf einem dieser Wege begraben zu werden, um dort für immer von der Natur behütet zu sein. Diese Idee einer Verbindung zwischen zwei Welten, zwischen dem Leben und dem Tod, wird in Daouzek huñvre (zwölf Träume) wiederholt, wo sieben verlorene Seelen in ihrer fleischlichen Hülle – eine hinter der anderen – auf einem chemin d'écume gehen.
In der Fortführung von Me 'zalc'h ennon ur fulenn aour schreibt Denez Prigent alle Texte und die meisten Melodien.
Auch in diesem Album verschmelzen traditionelle Instrumente mit elektronischen Klängen. Letztere sind dezenter als in dem vorhergehenden Album. Irvi klingt deshalb weniger jungle und mehr new age. Unter den Gastmusikern sind der Jazz-Musiker Louis Sclavis, der Drehleierspieler Valentin Clastrier, und der Uilleann-Pipes-Spieler Davy Spillane.
Zum ersten Mal kommen französische Texte in einem Album von Denez Prigent vor. Sie sind von Bertrand Cantat in Daouzek huñvr gesprochen, dessen Struktur die zwölf Serien von Ar rannoù anspricht. Eine weitere Stimme auf diesem Album ist die von Lisa Gerrard, der Sängerin von Dead Can Dance, in Gortoz a ran (ich warte). Dieses Lied, mit dem das Album beginnt, ist im Soundtrack des Ridley-Scott-Films Black Hawk Down enthalten.
Als weitere Gastmusiker begleiten der Bagad Kemper Denez Prigent in E trouz ar gêr und Ar sonerien du (beide auf der Bonus-CD). Letzteres ist ein Lied über die Legende der schwarzen Musiker, einem Bläser-Duo aus Dudelsack und Bombarde. Diese werden von Polizisten festgenommen, weil sie diese für zwei Diebe halten, die sie suchen. Die zwei Musiker werden gehängt und in Pont l'Abbé begraben, bevor ihre Unschuld bewiesen ist. Ihre Gräber sind noch heute ein Wallfahrtsort.
Denez Prigent liefert eine persönliche Version dieser Legende, in welcher die Polizisten die Musiker selbst töten und hängen, um nicht zugeben zu müssen, dass sie die wirklichen Diebe haben entkommen lassen. Diese Version betont das Bild der Ausschweifung, das die Konformisten zu jener Zeit mit der Festmusik verbanden.
Das Album ist nominiert für die Victoires de la Musique 2001.
Nach einer Reihe von Konzerten nimmt Denez Prigent das Album Live Holl a-gevret ! beim Festival Interceltique 2001 in Lorient auf, mit dem Bagad Roñsed-Mor aus Locoal-Mendon als Gastmusiker.
Quelle:

### Sarac'h, die Rückkehr zu den Ursprüngen

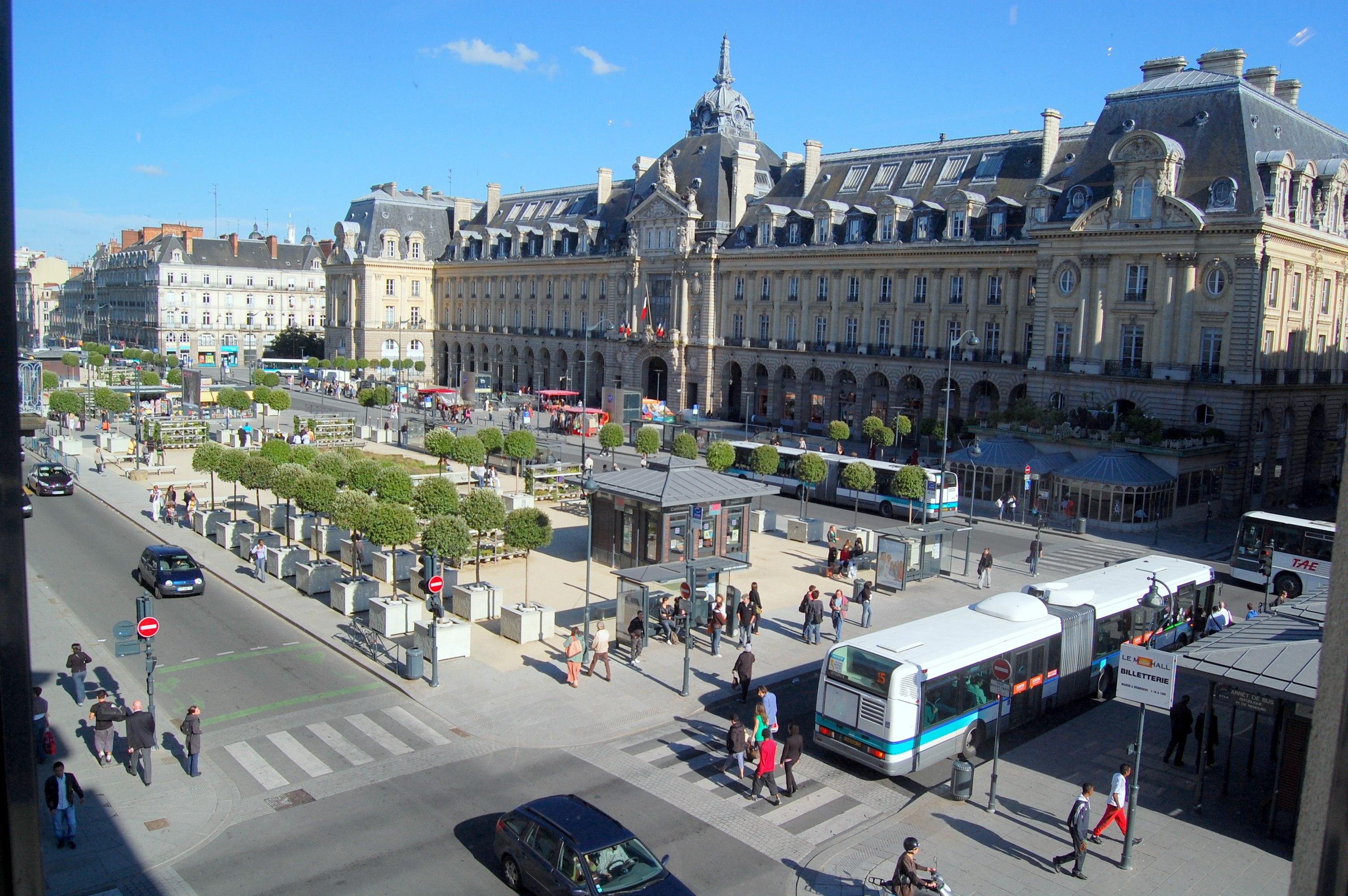
Die städtische Umgebung von Rennes

Das folgende Album Sarac'h (Rauschen des Winds im Blattwerk) erscheint im Jahr 2003.
Man findet dort Lisa Gerrard wieder, aber auch Yanka Rupkina, die Solistin von  Le Mystère des Voix Bulgares, Karen Matheson von der Gruppe Capercaillie und die samische Sängerin Mari Boine. Denez Prigent lädt auch den Bouzouki-Spieler Dónal Lunny ein, den Oud-Spieler Nabil Khalidi und den Violinisten Farhad Bouallagi. Obwohl dieses Album immer noch elektronische Klänge enthält, sind die akustischen Instrumente dominant.
Zwei traditionelle Stücke eröffnen das Album: An hini a garan, mit Lisa Gerrard, und E garnison !, im Duett mit Louise Ebrel. Denez Prigent integriert zwei unveröffentlichte, 1991 zu Beginn seiner Karriere, geschriebene Texte in Sarac'h: Son Alma Ata und Ar gwez-sapin.

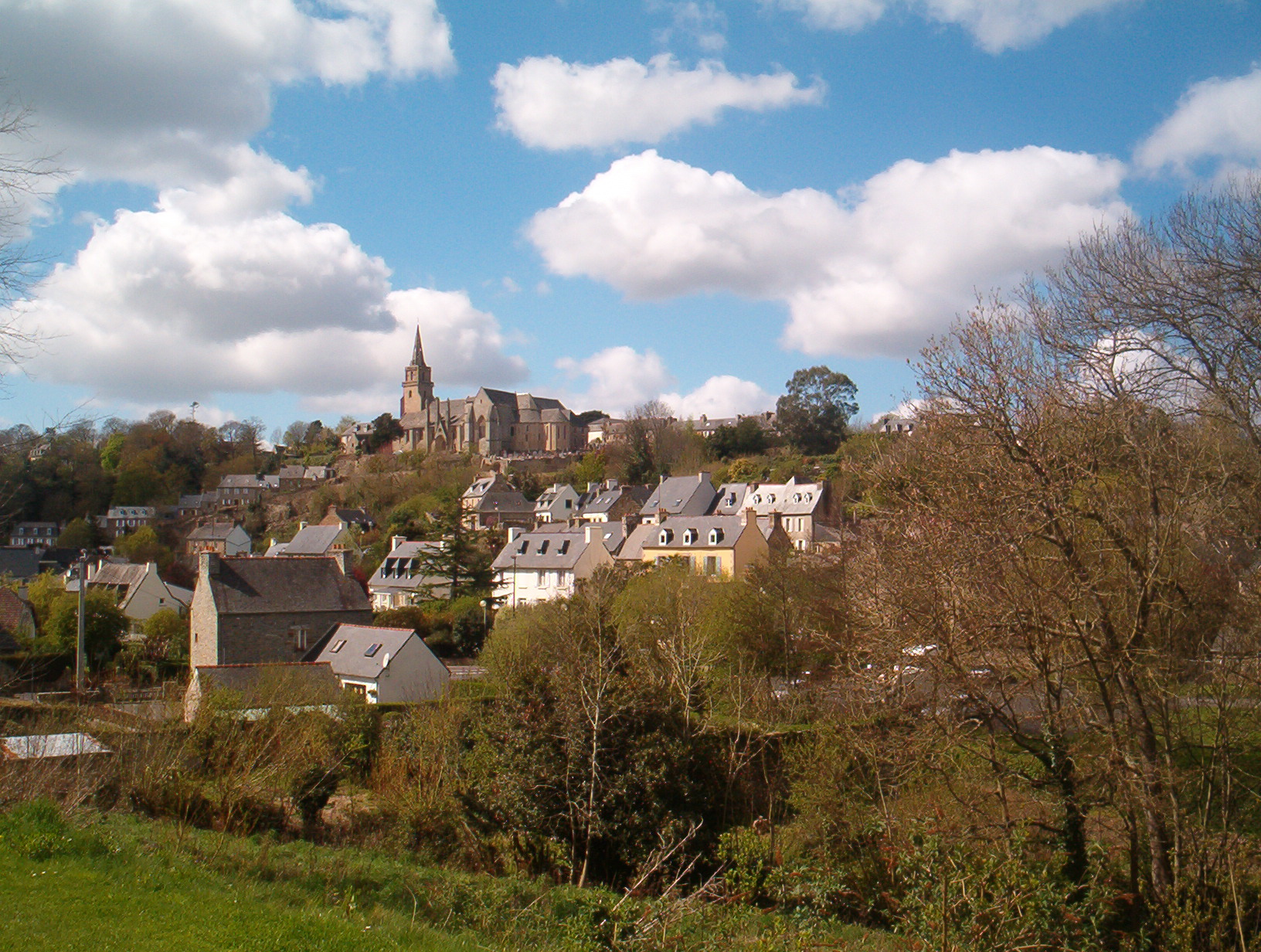
Die Costarmoricanische Natur

Im Gegensatz zu den vorherigen Alben enthält Sarac'h sehr persönliche Texte, in denen der Autor von sich selbst spricht: N'eus forzh… spricht die Bedeutung des Singens an, dank dem Denez Prigent sich niemals entmutigen lässt (leskiñ a ra va zan atav: mein Feuer brennt immer). Er nimmt auch einen Vers wieder auf, der schon in E trouz ar gêr enthalten ist und der seine Lebensweise zusammenfasst: n'eus ket un deiz na ganfen ket (es gibt keinen Tag, an dem ich nicht singe). Dispi ist eine sehr pessimistische Bestandsaufnahme über den Zustand der Kultur und den der bretonischen Sprache, ein wesentliches Thema für Denez Prigent. Er spricht dort von seiner Verzweiflung angesichts dieser Situation. Er schreibt, dass der Traum von der Rückkehr zur Harmonie zwischen den Generationen rund um die bretonische Sprache und Kultur eine Verrücktheit ist.
Das Titellied fasst für sich allein die wesentlichen Überzeugungen von Denez Prigent zusammen. Es spricht seine Rückkehr zur Natur an, als er, gewöhnt an den unaufhörlichen Lärm der Autos auf der Straße, an der er in Rennes wohnt, sich entschließt, ein Haus in Lanvellec (Département Côtes d'Armor) zu kaufen. Zu dieser Zeit entdeckt er die Stille der Natur wieder, vor dem Hintergrund des Windrauschens in den Bäumen. Er gewinnt daraus den Eindruck, den er in Worte fasst: Die Modernisierung trennt die Leute von der Natur und treibt sie dazu, sich allein, hinter ihre Bildschirme zurückzuziehen.
Sarac'h gewinnt 2004 den Grand Prix du disque du Télégramme.
Danach hat Denez Prigent auf großen Bühnen gesungen. Das sind zum Beispiel das Stade de France (im Rahmen von St. Patrick), das Paléo Festival Nyon (Schweiz), der Palais Omnisports de Paris-Bercy, die Rencontres Trans Musicales in China, das Theater der Stadt Paris, das Festival des Vieilles Charrues (große Bühne), das Casino de Paris, das Theater Rozrywki in Polen, das Stimmen-Festival (Deutschland), das antike römische Theater von Vienne und das Theater auf Teneriffa (Kanarische Inseln).

## Wiederkehrende Themen

### Die Bretagne und die Natur

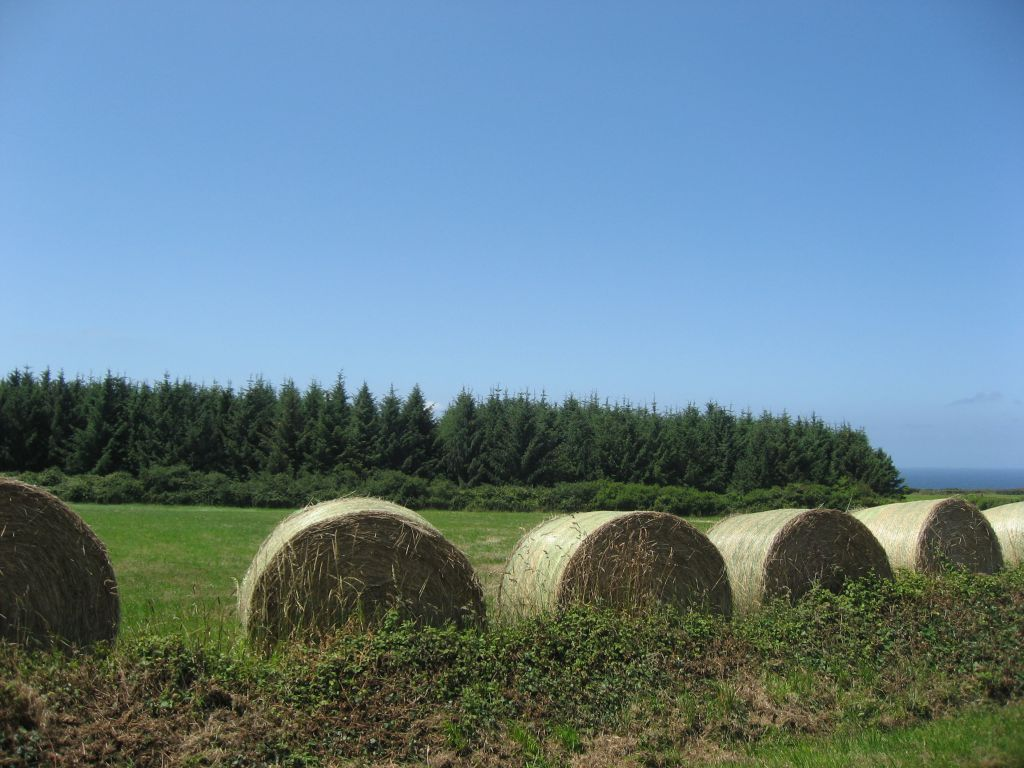
Fichtenschonung : Ein Fremdkörper am Cap-Sizun

Für Denez Prigent ist das Schützen der Natur in der Bretagne genauso wichtig wie das Bewahren der Traditionen. Deshalb huldigt er in An hentoù adkavet den Wanderern, die singend die Bretagne durchqueren, während sie bedauern, dass es zukünftig außer für die Autos keinen Platz mehr auf den Straßen gibt. Genauso kritisiert Ar gwez-sapin, ein Lied über die Flurbereinigung, das Ersetzen von den traditionell in der Bretagne vorhandenen Laubbäumen durch Nadelbäume und stellt erneut den gleichen Zusammenhang fest: Derjenige, den man seine Kultur vergessen lässt, vergisst eines Tages seine Natur.

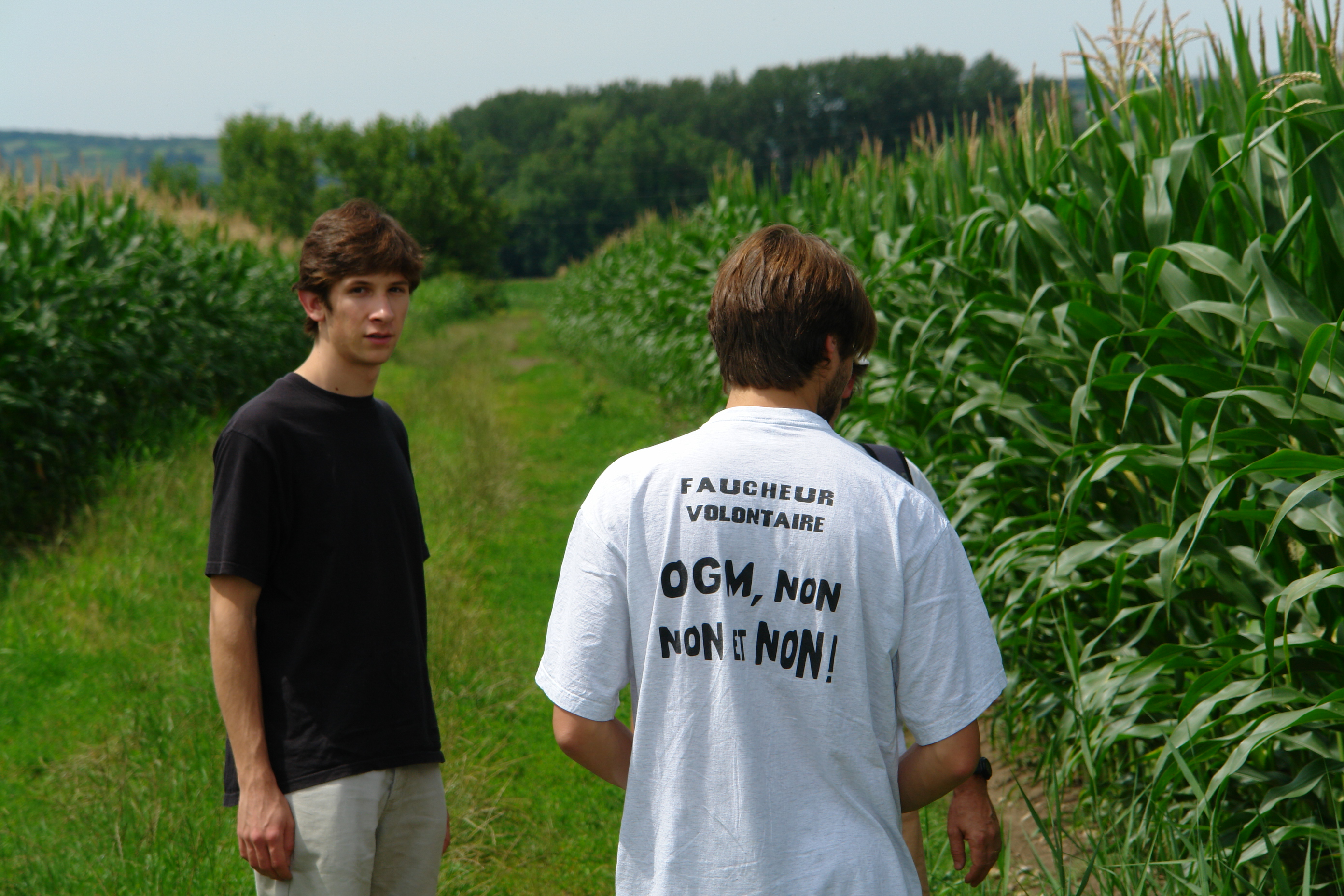
Protest gegen gentechnisch veränderte Organismen.

Das Unbehagen, das Denez Prigent beim Leben in der Stadt empfindet, wird in E trouz ar gêr behandelt; es endet damit, das Ende der Welt anzukündigen. Und in Melezourioù-glav, wo er eine Hoffnung im letzten natürlichen Element, das bleibt, erkennt: der Regen. In Ermangelung, die Natur um ihn herum zu finden, bewahrt der Autor sie in seiner Erinnerung (Kereñvor). Am Ende kehrt er zurück zum Leben auf dem Land.
Hent-eon nimmt das Thema der Harmonie mit der Natur bis in den Tod wieder auf. Der Erzähler verlangt, in einem chemin d'écume begraben zu werden, um dort für immer den Rhythmus von Flut und Ebbe zu verstehen, behütet von seiner wahrhaftigen Familie: Regen, Vögel, Wind und Meer.
Diese Ansicht erfährt eine Variante in Geotenn ar marv, wo Denez Prigent den Gebrauch von genveränderten Organismen in der Landwirtschaft anprangert. Für ihn ergibt es keinen Sinn, in Bretonisch über eine Erde zu singen, die durch dieses Kraut des Todes verändert ist, das diejenigen säen, die ohne die geringste Scham das verändert haben, was nicht verändert werden konnte.

### Ungerechtigkeit, Krankheit, Tod

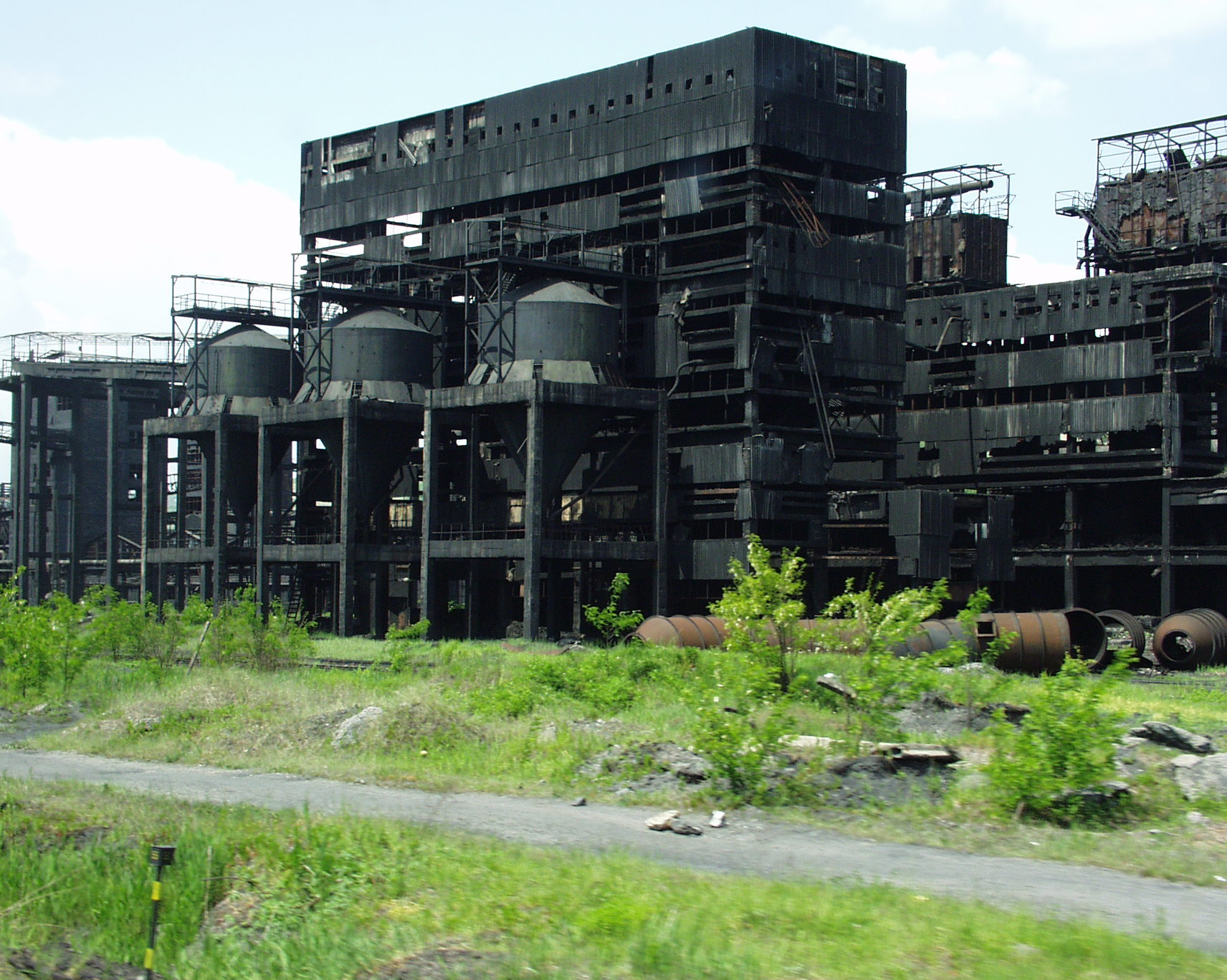
Eine Fabrik in Copsa Mica

In der Gwerz-Tradition setzt Denez Prigent dramatische Situationen in Worte um, denen er auf einer Reise, bei einer Unterhaltung oder in den Medien begegnet. So erzählt An droug-red von einer Ebola-Epidemie in Zaire. Die Hauptperson, die alle um sich herum sterben sieht, tötet eine alte Frau, die Sinnbild der Krankheit ist.
Copsa Mica spricht die Fabrik Sometra an, Vertreterin der metallurgischen Industrie von Copsa Mica in Rumänien. Diese Fabrik ist äußerst umweltverschmutzend, aber fast der einzige Arbeitgeber der Stadt. Um zu (über)leben, fühlen sich deshalb die jungen Leute verpflichtet, dorthin zu gehen, um den Hochofen, der sie langsam tötet, zu bedienen.
Gwerz Kiev erzählt vom Holodomor, der Hungersnot, die Kiew in den 1930er Jahren heimgesucht und vier Millionen Tote gefordert hat.

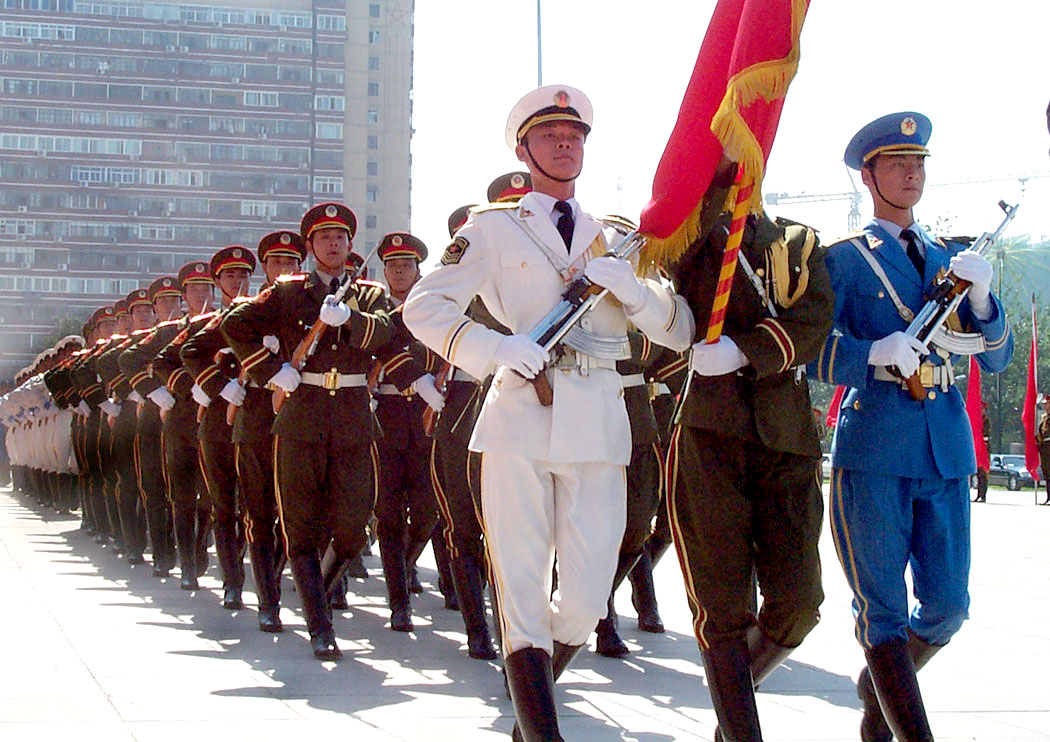
Chinesische Soldaten bei der Parade

Ur fulenn aour ist das Klagelied eines jungen Mädchens auf den Philippinen, das von seinen Eltern verkauft wurde, um Prostituierte zu sein. Eine Variante dieses Themas ist die erzwungene Heirat, deren Opfer die Erzählerin von A-dreñv va zi ist. Vor ihrem 13. Lebensjahr einem Mann gegeben, der sie zu einer Sklavin herabsetzt, vergießt sie ihre Tränen auf einen von ihr gepflanzten Baum. Dieser Baum trägt die besten Früchte, die es gibt, weil sie an ihm ihren Ehemann, ihre Schwiegermutter und ihre Eltern gehängt hat.
Denez Prigent vernachlässigt nicht die großen Themen der internationalen Politik, z. B. mit An iliz ruz, einer sehr anschaulichen Beschreibung des Massakers an zweitausend Personen in einer Kirche in Nyarubuye in Ruanda: Sie haben die Köpfe abgeschnitten ohne Mitleid / wie man den Weizen abmäht im Sommer. Ar chas ruz erzählt von der Invasion Chinas in Tibet, wo die roten Hunde nicht nur die Männer töten, sondern auch deren Kultur.
Zwei Lieder sind einer anderen Art der Tragödie gewidmet: dem Infantizid. Ar wezenn-dar erzählt von Indien, wo das System der Mitgift und die geburtenfeindliche Politik den Mord, insbesondere der Mädchen, gefördert hat. Ar vamm lazherez setzt eine Frau in Szene, die ihre zwölf ersten Töchter tötet, bevor sie selbst von der dreizehnten getötet wird, die durch übernatürliche Kräfte überlebt, um die Rache erfolgreich zu beenden.

## Alben und Ereignisse

### Diskographie
- 1992: Ha daouarn (nur auf Musikkassette erschienen)
- 1993: Ar gouriz koar (Neueinspielung 1996)
- 1997: Me 'zalc'h ennon ur fulenn aour
- 2000: Irvi
- 2002: Live holl a-gevret
- 2003: Sarac'h
- 2011: Denez Best Of
- 2015: Ul liorzh vurzudhus : An enchanting garden
- 2016: A-unvan gant ar stered : In unison with the stars
- 2018: Mil Hent - Mille chemins
- 2020: Trañs (Denez Teknoz Projekt)
- 2021: Stur an Avel : le gouvernail du vent
- 2021: Sterenez feat. Vellúa
- 2022: Ur mor a zaeloù : une mer de larmes

### Mitwirkung
- 1995: Dao Dezi - EMI. Denez Prigent singt Hébrides, Ti Eliz Iza und An tri breur.
- 1998: Excalibur, la légende des Celtes von Alan Simon - Sony. Denez Prigent singt Davet ar Baradoz.
- 1998, 2003 et 2005: Festival Interceltique de Lorient.
- 2001: Festival des Vieilles Charrues
- 2001, 2002: Festival de Cornouaille
- 2002: Gortoz a ran wird von Ridley Scott für die Filmmusik zu Black Hawk Down ausgewählt.
- 2002: Filmmusik zum Dokumentarfilm L'Odyssée de l'espèce - Universal. Denez Prigent komponiert gemeinsam mit Yvan Cassar Au bout du monde und Migration.
- 2003: Nuit Celtique im Stade de France.
- 2004, 2005: Celtica in Nantes.
- 2005: Saint-Patrick in Bercy.
- 2008: Nuit Interceltique im Stade de la Route de Lorient in Rennes.
- 2016: Gortoz a ran wird am Ende der 2. Folge in der 20. Staffel von Southpark verwendet[22]
- 2019: Gortoz a ran wird am Ende der 7 Folge, Staffel 10 von Hawaii 5-0 verwendet, als Steves um seine Mutter trauert.

### Bibliographie
Der Barzaz Breiz, eine Sammlung populärer Lieder der Bretagne geschrieben von Théodore Hersart de La Villemarqué, vor allem die Gwerz ist für Denez Prigent eine Quelle der Inspiration. Die vierte Auflage (1846) ist in Französisch erhältlich.